# Wilhelm Massing (Politiker)
Wilhelm Massing (* 2. September 1926 in Hargesheim; † 30. Mai 2006 in Achern) war ein deutscher kaufmännischer Angestellter und Politiker (CDU).

## Leben
Massing besuchte von 1932 bis 1936 die Volksschulen Hargesheim und Weißenthurm und von 1936 bis 1944 das Gymnasium Neuwied. Ab 1943 leistet er Reichsarbeitsdienst, Kriegsdienst und geriet in Kriegsgefangenschaft. 1946 legte er das Abitur ab und machte von 1948 von 1949 eine kaufmännische Lehre in Weißenthurm. Nach der Kaufmannsgehilfenprüfung 1949 arbeitete er als kaufmännischer Angestellter. 1953 begann er ein Studium der Volkswirtschaft in Bonn, welches er 1956 mit dem  Abschluss als Diplom-Volkswirt beendete. Ab 1957 war er beim Bundesamt für Wehrtechnik und Beschaffung tätig und wurde dort 1959 Hilfsreferent und 1964 Regierungsrat.

## Politik
1953 trat Massing der CDU bei und wurde 1955 stellvertretender Vorsitzender und 1956 Vorsitzender des CDU-Ortsverbands Weißenthurm sowie von 1957 bis 1959 Kreisvorsitzender der CDU Koblenz-Land. Von 1953 bis 1955 war er Ortsverbands-, von 1954 bis 1956 Kreisvorsitzender und von 1956 bis 1960 Mitglied des Bezirksvorstands der Jungen Union.
1960 wurde er Mitglied der Amtsvertretung des Amts Weißenthurm, 1960 Mitglied des Kreistags Koblenz-Land und 1965 Amtsbürgermeister in Weißenthurm.
1963 wurde er zwar nicht sofort in den fünften Landtag Rheinland-Pfalz gewählt, rückte aber am 14. Juni 1963 für den verstorbenen August Wacker in den Landtag nach, dem er bis zum Ende der Wahlperiode 1967 angehörte. Im Landtag war er Mitglied im Petitionsausschuss.